# Sport Vlaanderen-Guill D'or
El Sport Vlaanderen-Guill D'or (codi UCI: SVG) és un equip ciclista femení belga. Té categoria UCI Women's Team. És la secció femenina de l'equip Sport Vlaanderen-Baloise.

## Principals resultats
- A les proves de la Copa del món i de l'UCI Women's WorldTour:
  - Trofeu Internacional: Vanja Vonckx (1999)
  - Primavera Rosa: Susanne Ljungskog (2001)
  - Gran Premi de Suïssa femení: Susanne Ljungskog (2001)
- Altres:
  - Giro de Toscana-Memorial Michela Fanini : Susanne Ljungskog (2002)

## Classificacions UCI

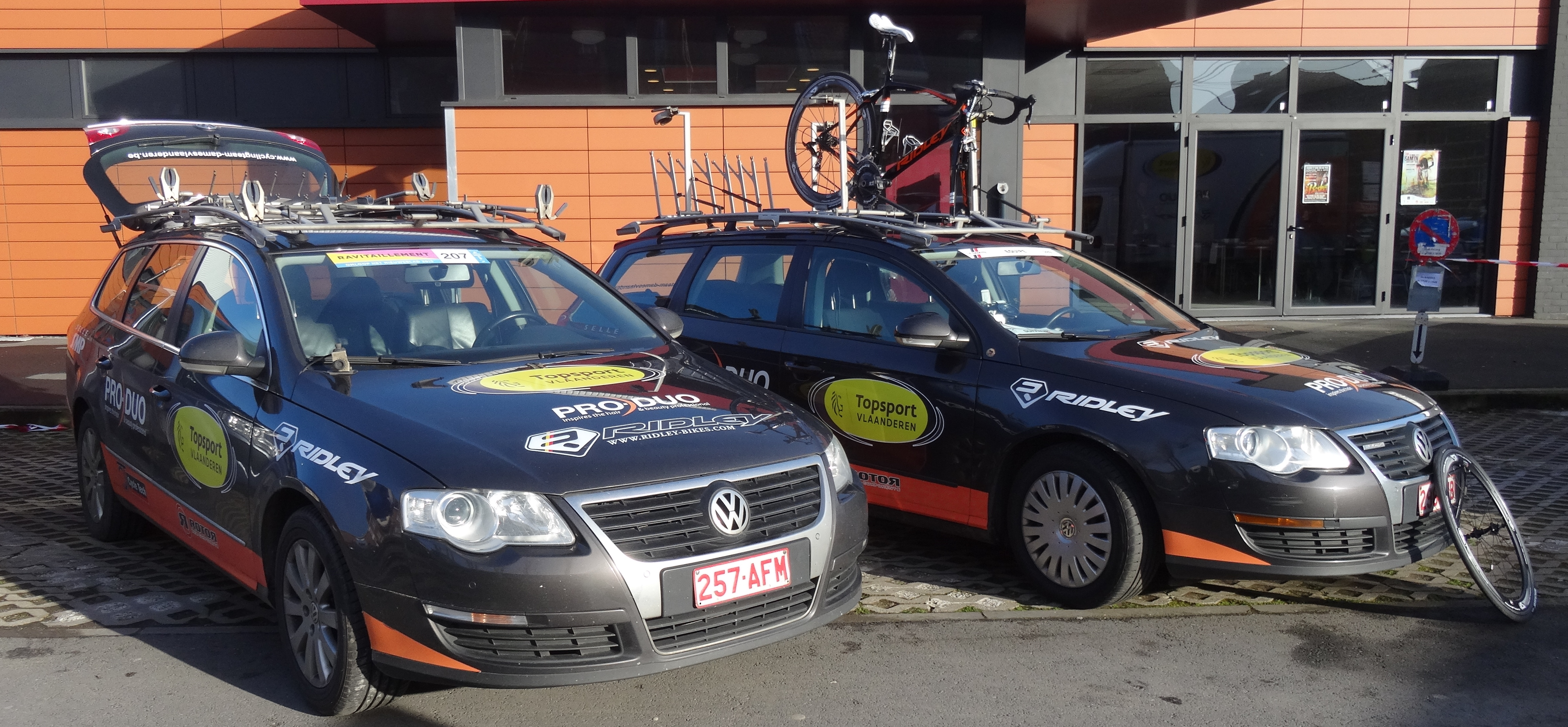
Vehicles de l'equip al 2015

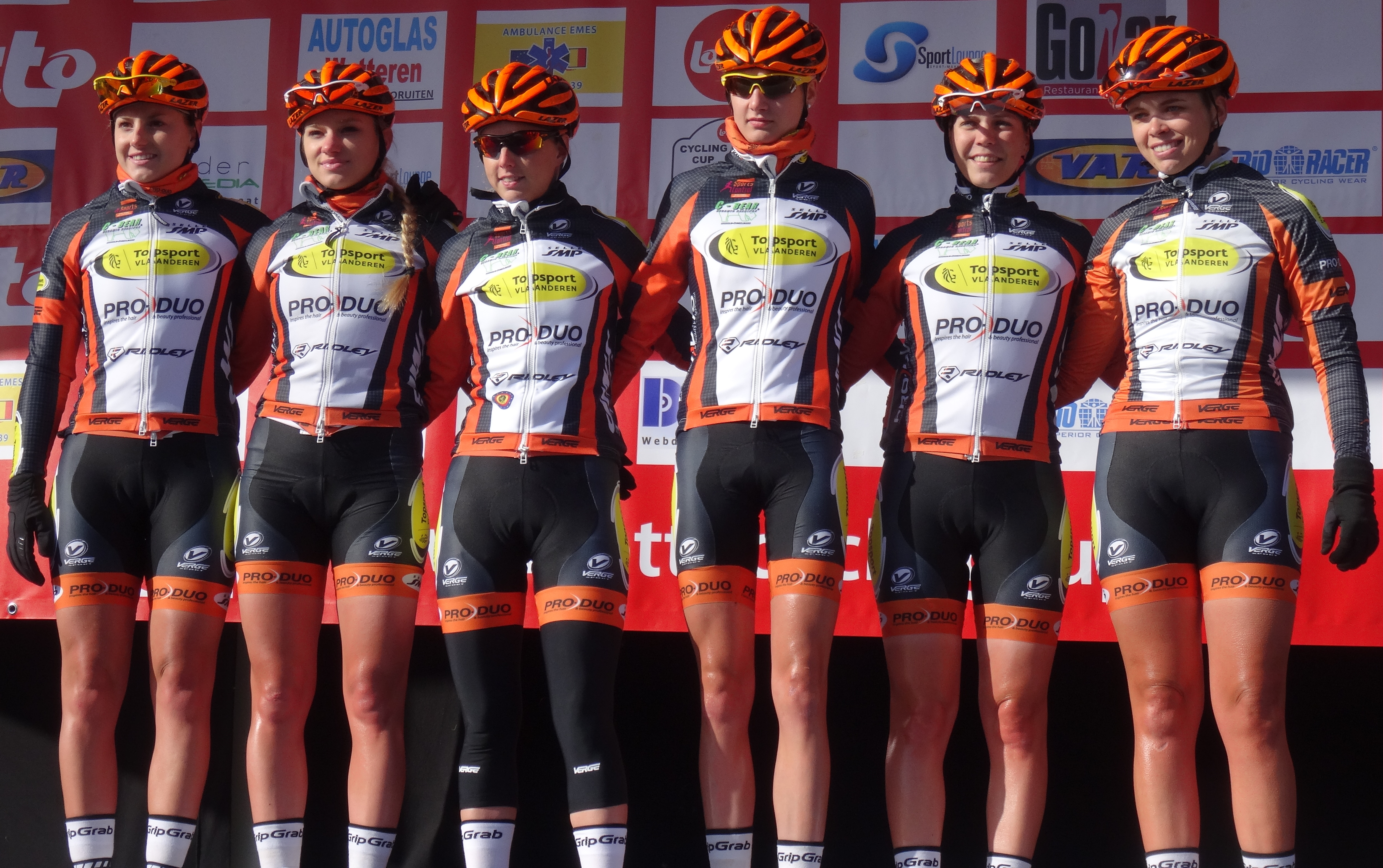
L'equip al 2015

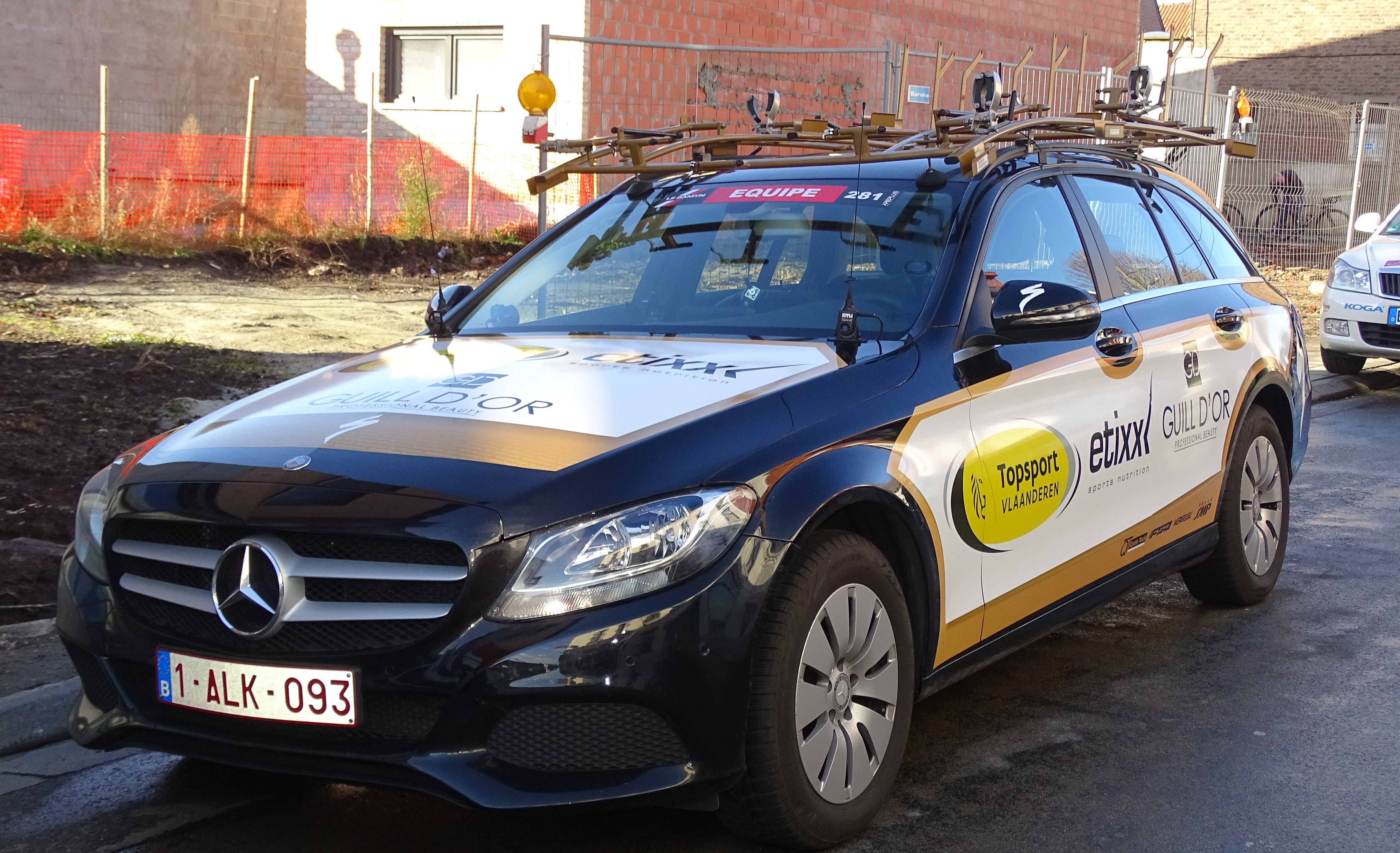
Vehicle de l'equip al 2016

Aquesta taula mostra la plaça de l'equip a la classificació de la Unió Ciclista Internacional a final de temporada i també la millor ciclista en la classificació individual de cada temporada.
| Temporada | Classificació per equips | Millor ciclista en la classificació individual |
| --------- | ------------------------ | ---------------------------------------------- |
| 1999      | 4t                       | Heidi Van De Vijver (22a)                      |
| 2000      | 10è                      | Heidi Van De Vijver (23a)                      |
| 2001      | 6è                       | Susanne Ljungskog (8a)                         |
| 2002      | 2n                       | Susanne Ljungskog (1a)                         |
| 2003      | 16è                      | Debby Mansveld (75a)                           |
| 2004      | 12è                      | Debby Mansveld (37a)                           |
| 2005      | 16è                      | Anita Valen (25a)                              |
| 2006      | 22è                      | Debby Mansveld (88a)                           |
| 2007      | 17è                      | Emma Johansson (25a)                           |
| 2008      | 32è                      | Kelly Druyts (238a)                            |
| 2009      | 24è                      | Kelly Druyts (86a)                             |
| 2010      | 19è                      | Maaike Polspoel (94a)                          |
| 2011      | 10è                      | Grace Verbeke (19a)                            |
| 2012      | 23è                      | Kelly Druyts (109a)                            |
| 2013      | 29è                      | Kelly Druyts (134a)                            |
| 2014      | 23è                      | Kelly Druyts (62a)                             |
| 2015      | 18è                      | Ann-Sophie Duyck (35a)                         |
| 2016      | 22è                      | Ann-Sophie Duyck (49a)                         |
| 2017      | 34è                      | Valerie Demey (133a)                           |

Del 1999 al 2015 l'equip va participar en la Copa del món. Abans de la temporada 2006 no hi havia classificació per equips, i es mostra la millor ciclista en la classificació individual.
| Temporada | Classificació per equips | Millor ciclista en la classificació individual |
| --------- | ------------------------ | ---------------------------------------------- |
| 1999      | -                        | Vanja Vonckx (9a)                              |
| 2000      | -                        | Heidi Van De Vijver (13a)                      |
| 2001      | -                        | Susanne Ljungskog (3a)                         |
| 2002      | -                        | Susanne Ljungskog (6a)                         |
| 2003      | -                        | Sharon Van Dromme (42a)                        |
| 2004      | -                        | Debby Mansveld (11a)                           |
| 2005      | -                        | Anita Valen (16a)                              |
| 2006      | 11è                      | Sofie Goor (40a)                               |
| 2007      | 17è                      | Sofie Goor (33a)                               |
| 2008      | -                        | -                                              |
| 2009      | -                        | -                                              |
| 2010      | 39è                      | Sjoukje Dufoer (136a)                          |
| 2011      | 14è                      | Grace Verbeke (14a)                            |
| 2012      | 28è                      | Maaike Polspoel (97a)                          |
| 2013      | -                        | -                                              |
| 2014      | 19è                      | Kelly Druyts (37a)                             |
| 2015      | -                        | -                                              |

A partir del 2016, l'UCI Women's WorldTour va substituir la Copa del món
| Temporada | Classificació per equips | Millor ciclista en la classificació individual |
| --------- | ------------------------ | ---------------------------------------------- |
| 2016      | 32è                      | Valerie Demey (139a)                           |
| 2017      | -                        | Jessy Druyts (149a)                            |

## Composició de l'equip
| \| Llista de l'equip 2013 \| Llista de l'equip 2013 \| Llista de l'equip 2013 \| Llista de l'equip 2013 \| \| Ciclista \| Data de naixement \| Equip previ \| \| \| ---------------------- \| ---------------------- \| --------------------------------------- \| ---------------------- \| \| Els Belmans \| 30 de març de 1983 \| \| \| \| Ine Beyen \| 1 de maig de 1987 \| Swift Racing (2008) \| \| \| Gilke Croket \| 1 de novembre de 1992 \| \| \| \| Nel De Crits \| 9 de abril de 1991 \| \| \| \| Stephanie De Croock \| 3 de abril de 1979 \| Wielerclub de sprinters Malderen (2012) \| \| \| Tessa De Moyer \| 10 de febrer de 1992 \| \| \| \| Eline De Roover \| 4 de abril de 1992 \| \| \| \| Jessy Druyts \| 22 de gener de 1994 \| \| \| \| Kelly Druyts \| 21 de octubre de 1989 \| Lotto-Belisol Ladiesteam (2007) \| \| \| Rotem Gafinovitz \| 9 de juny de 1992 \| \| \| \| Anisha Vekemans \| 17 de agost de 1991 \| \| \| \| \| \| \| \| \| Font: UCI \| \| \| \| |                       |                                         |  |
| Llista de l'equip 2013 |                       |                                         |  |
| Ciclista | Data de naixement     | Equip previ                             |  |
| Els Belmans | 30 de març de 1983    |                                         |  |
| Ine Beyen | 1 de maig de 1987     | Swift Racing (2008)                     |  |
| Gilke Croket | 1 de novembre de 1992 |                                         |  |
| Nel De Crits | 9 de abril de 1991    |                                         |  |
| Stephanie De Croock | 3 de abril de 1979    | Wielerclub de sprinters Malderen (2012) |  |
| Tessa De Moyer | 10 de febrer de 1992  |                                         |  |
| Eline De Roover | 4 de abril de 1992    |                                         |  |
| Jessy Druyts | 22 de gener de 1994   |                                         |  |
| Kelly Druyts | 21 de octubre de 1989 | Lotto-Belisol Ladiesteam (2007)         |  |
| Rotem Gafinovitz | 9 de juny de 1992     |                                         |  |
| Anisha Vekemans | 17 de agost de 1991   |                                         |  |
| |                       |                                         |  |
| Font: UCI |                       |                                         |  |

| \| Llista de l'equip 2014 \| Llista de l'equip 2014 \| Llista de l'equip 2014 \| Llista de l'equip 2014 \| \| Ciclista \| Data de naixement \| Equip previ \| \| \| ---------------------- \| ---------------------- \| ------------------------------- \| ---------------------- \| \| Evelyn Arys \| 21 de juliol de 1990 \| Sengers (2013) \| \| \| Els Belmans \| 30 de març de 1983 \| \| \| \| Gilke Croket \| 1 de novembre de 1992 \| \| \| \| Nel De Crits \| 9 de abril de 1991 \| \| \| \| Demmy Druyts \| 4 de octubre de 1995 \| \| \| \| Jessy Druyts \| 22 de gener de 1994 \| \| \| \| Kelly Druyts \| 21 de octubre de 1989 \| Lotto-Belisol Ladiesteam (2007) \| \| \| Kaat Hannes \| 21 de novembre de 1991 \| Lotto Belisol Ladies (2013) \| \| \| Lotte Kopecky \| 10 de novembre de 1995 \| \| \| \| Kelly Van den Steen \| 1 de setembre de 1995 \| \| \| \| \| \| \| \| \| Font: UCI \| \| \| \| |                        |                                 |  |
| Llista de l'equip 2014 |                        |                                 |  |
| Ciclista | Data de naixement      | Equip previ                     |  |
| Evelyn Arys | 21 de juliol de 1990   | Sengers (2013)                  |  |
| Els Belmans | 30 de març de 1983     |                                 |  |
| Gilke Croket | 1 de novembre de 1992  |                                 |  |
| Nel De Crits | 9 de abril de 1991     |                                 |  |
| Demmy Druyts | 4 de octubre de 1995   |                                 |  |
| Jessy Druyts | 22 de gener de 1994    |                                 |  |
| Kelly Druyts | 21 de octubre de 1989  | Lotto-Belisol Ladiesteam (2007) |  |
| Kaat Hannes | 21 de novembre de 1991 | Lotto Belisol Ladies (2013)     |  |
| Lotte Kopecky | 10 de novembre de 1995 |                                 |  |
| Kelly Van den Steen | 1 de setembre de 1995  |                                 |  |
| |                        |                                 |  |
| Font: UCI |                        |                                 |  |

| \| Llista de l'equip 2015 \| Llista de l'equip 2015 \| Llista de l'equip 2015 \| Llista de l'equip 2015 \| \| Ciclista \| Data de naixement \| Equip previ \| \| \| ---------------------- \| ---------------------- \| ------------------------------- \| ---------------------- \| \| Evelyn Arys \| 21 de juliol de 1990 \| Sengers (2013) \| \| \| Gilke Croket \| 1 de novembre de 1992 \| \| \| \| Nel De Crits \| 9 de abril de 1991 \| \| \| \| Nicky Degrendele \| 11 de octubre de 1996 \| \| \| \| Fien Delbaere \| 21 de abril de 1996 \| \| \| \| Demmy Druyts \| 4 de octubre de 1995 \| \| \| \| Jessy Druyts \| 22 de gener de 1994 \| \| \| \| Kelly Druyts \| 21 de octubre de 1989 \| Lotto-Belisol Ladiesteam (2007) \| \| \| Ann-Sophie Duyck \| 23 de juliol de 1987 \| Autoglas Wetteren (2014) \| \| \| Kaat Hannes \| 21 de novembre de 1991 \| Lotto Belisol Ladies (2013) \| \| \| Lotte Kopecky \| 10 de novembre de 1995 \| \| \| \| Steffy Van Den Haute \| 29 de novembre de 1993 \| \| \| \| Kelly Van den Steen \| 1 de setembre de 1995 \| \| \| \| Saartje Vandenbroucke \| 13 de febrer de 1996 \| \| \| \| \| \| \| \| \| Font: UCI \| \| \| \| |                        |                                 |  |
| Llista de l'equip 2015 |                        |                                 |  |
| Ciclista | Data de naixement      | Equip previ                     |  |
| Evelyn Arys | 21 de juliol de 1990   | Sengers (2013)                  |  |
| Gilke Croket | 1 de novembre de 1992  |                                 |  |
| Nel De Crits | 9 de abril de 1991     |                                 |  |
| Nicky Degrendele | 11 de octubre de 1996  |                                 |  |
| Fien Delbaere | 21 de abril de 1996    |                                 |  |
| Demmy Druyts | 4 de octubre de 1995   |                                 |  |
| Jessy Druyts | 22 de gener de 1994    |                                 |  |
| Kelly Druyts | 21 de octubre de 1989  | Lotto-Belisol Ladiesteam (2007) |  |
| Ann-Sophie Duyck | 23 de juliol de 1987   | Autoglas Wetteren (2014)        |  |
| Kaat Hannes | 21 de novembre de 1991 | Lotto Belisol Ladies (2013)     |  |
| Lotte Kopecky | 10 de novembre de 1995 |                                 |  |
| Steffy Van Den Haute | 29 de novembre de 1993 |                                 |  |
| Kelly Van den Steen | 1 de setembre de 1995  |                                 |  |
| Saartje Vandenbroucke | 13 de febrer de 1996   |                                 |  |
| |                        |                                 |  |
| Font: UCI |                        |                                 |  |

| \| Llista de l'equip 2016 \| Llista de l'equip 2016 \| Llista de l'equip 2016 \| Llista de l'equip 2016 \| \| Ciclista \| Data de naixement \| Equip previ \| \| \| ---------------------- \| ---------------------- \| ------------------------------- \| ---------------------- \| \| Evelyn Arys \| 21 de juliol de 1990 \| Sengers (2013) \| \| \| Gilke Croket \| 1 de novembre de 1992 \| \| \| \| Nel De Crits \| 9 de abril de 1991 \| \| \| \| Nicky Degrendele \| 11 de octubre de 1996 \| \| \| \| Fien Delbaere \| 21 de abril de 1996 \| \| \| \| Valerie Demey \| 17 de gener de 1994 \| \| \| \| Demmy Druyts \| 4 de octubre de 1995 \| \| \| \| Jessy Druyts \| 22 de gener de 1994 \| \| \| \| Kelly Druyts \| 21 de octubre de 1989 \| Lotto-Belisol Ladiesteam (2007) \| \| \| Lenny Druyts \| 18 de maig de 1997 \| \| \| \| Ann-Sophie Duyck \| 23 de juliol de 1987 \| Autoglas Wetteren (2014) \| \| \| Steffy Van Den Haute \| 29 de novembre de 1993 \| \| \| \| Kelly Van den Steen \| 1 de setembre de 1995 \| \| \| \| Saartje Vandenbroucke \| 13 de febrer de 1996 \| \| \| \| \| \| \| \| \| Font: UCI \| \| \| \| |                        |                                 |  |
| Llista de l'equip 2016 |                        |                                 |  |
| Ciclista | Data de naixement      | Equip previ                     |  |
| Evelyn Arys | 21 de juliol de 1990   | Sengers (2013)                  |  |
| Gilke Croket | 1 de novembre de 1992  |                                 |  |
| Nel De Crits | 9 de abril de 1991     |                                 |  |
| Nicky Degrendele | 11 de octubre de 1996  |                                 |  |
| Fien Delbaere | 21 de abril de 1996    |                                 |  |
| Valerie Demey | 17 de gener de 1994    |                                 |  |
| Demmy Druyts | 4 de octubre de 1995   |                                 |  |
| Jessy Druyts | 22 de gener de 1994    |                                 |  |
| Kelly Druyts | 21 de octubre de 1989  | Lotto-Belisol Ladiesteam (2007) |  |
| Lenny Druyts | 18 de maig de 1997     |                                 |  |
| Ann-Sophie Duyck | 23 de juliol de 1987   | Autoglas Wetteren (2014)        |  |
| Steffy Van Den Haute | 29 de novembre de 1993 |                                 |  |
| Kelly Van den Steen | 1 de setembre de 1995  |                                 |  |
| Saartje Vandenbroucke | 13 de febrer de 1996   |                                 |  |
| |                        |                                 |  |
| Font: UCI |                        |                                 |  |

| \| Llista de l'equip 2017 \| Llista de l'equip 2017 \| Llista de l'equip 2017 \| Llista de l'equip 2017 \| \| Ciclista \| Data de naixement \| Equip previ \| \| \| ---------------------- \| ---------------------- \| ------------------------------- \| ---------------------- \| \| Nathalie Bex \| 12 de abril de 1998 \| \| \| \| Gilke Croket \| 1 de novembre de 1992 \| \| \| \| Nicky Degrendele \| 11 de octubre de 1996 \| \| \| \| Fien Delbaere \| 21 de abril de 1996 \| \| \| \| Valerie Demey \| 17 de gener de 1994 \| \| \| \| Demmy Druyts \| 4 de octubre de 1995 \| \| \| \| Jessy Druyts \| 22 de gener de 1994 \| \| \| \| Kelly Druyts \| 21 de octubre de 1989 \| Lotto-Belisol Ladiesteam (2007) \| \| \| Lenny Druyts \| 18 de maig de 1997 \| \| \| \| Kelly Van den Steen \| 1 de setembre de 1995 \| \| \| \| Céline Van Severen \| 17 de setembre de 1993 \| Lensworld-Zannata (2015) \| \| \| \| \| \| \| \| Font: UCI \| \| \| \| |                        |                                 |  |
| Llista de l'equip 2017 |                        |                                 |  |
| Ciclista | Data de naixement      | Equip previ                     |  |
| Nathalie Bex | 12 de abril de 1998    |                                 |  |
| Gilke Croket | 1 de novembre de 1992  |                                 |  |
| Nicky Degrendele | 11 de octubre de 1996  |                                 |  |
| Fien Delbaere | 21 de abril de 1996    |                                 |  |
| Valerie Demey | 17 de gener de 1994    |                                 |  |
| Demmy Druyts | 4 de octubre de 1995   |                                 |  |
| Jessy Druyts | 22 de gener de 1994    |                                 |  |
| Kelly Druyts | 21 de octubre de 1989  | Lotto-Belisol Ladiesteam (2007) |  |
| Lenny Druyts | 18 de maig de 1997     |                                 |  |
| Kelly Van den Steen | 1 de setembre de 1995  |                                 |  |
| Céline Van Severen | 17 de setembre de 1993 | Lensworld-Zannata (2015)        |  |
| |                        |                                 |  |
| Font: UCI |                        |                                 |  |